# Chamaesphecia penthetria
Chamaesphecia penthetria is een vlinder uit de familie wespvlinders (Sesiidae), onderfamilie Sesiinae.
De wetenschappelijke naam van de soort is voor het eerst geldig gepubliceerd door Zukowsky in 1936. De soort komt voor in het Neotropisch gebied.